# Súcube
Un súcube o súcub (del llatí sub "a sota" i cubo "jeure") és un dimoni que adopta la forma d'una dona per seduir els homes i aconseguir dominar la seva voluntat. És la contrapart femenina de l'íncube, molt més present a la història de la cultura. Els íncubes es col·locaven damunt les víctimes i els súcubes a sota, fent referència a una postura sexual on l'home se situa sobre la dona per al coit.
La seva genealogia pot traçar-se fins a Lilit i encarna els estereotips que lliguen les dones i el sexe amb elles amb el perill o el pecat (arquetip modernitzat després com la femme fatale). Els súcubes es representen com a dones i joves molt boniques però que tenen algun tret que delata el seu origen demoníac, com ara una part del cos que recorda algun animal o banyes. De fet, en algunes històries els súcubes apareixen prèviament en la forma d'animals -com els gats- per amagar-se i esperar a la nit, mentre l'home dorm sense preveure el perill que l'espera.
Els súcubes apareixen amb diferents variants a les mitologies de cultures d'arreu del planeta i posteriorment es van relacionar amb altres criatures com les sirenes, les làmies o els vampirs femenins.
A la literatura destaca el personatge ambigu de Sofía com a possible súcube al conte "Compañeros de celda" de Roberto Bolaño.